# 中島宏海
中島 宏海（なかじま ひろみ、1967年9月13日 - ）は、日本の元女優。東京都出身。

## 出演

### テレビドラマ
- 愛という名のもとに（1992年、フジテレビ系）
- 大空港'92（1992年、テレビ朝日系） - 向井秋乃 役
- 彼女の嫌いな彼女（1993年、フジテレビ系） - 村松香織 役
- 積木くずし崩壊、そして…（1994年、テレビ東京）
- 運命の森（1994年、東海テレビ・フジテレビ系） - 浅倉五月 役
- 星の金貨（1995年、日本テレビ系） - 篠宮あゆみ 役
- 月曜ドラマスペシャル（TBS系）
  - 『十津川警部シリーズ12 丹後殺人迷路』（1997年3月24日、テレパック）
  - 『名探偵キャサリン10 呪われたルビーの謎』（2001年6月4日、テレパック） - 津島枝利 役
- 立入禁止!STAFF ONLY（stage6）真夜中のレッスン（1997年11月17日、フジテレビ系）
- ボーイハント（1998年、フジテレビ系） - 河北まどか 役
- くれなゐ（1998年、日本テレビ系）
- 土曜ワイド劇場（テレビ朝日系）
  - 『7人のOLが行く! 神秘の島バリ編・連続殺人の熱い夜!』（1995年8月19日） - 大森ゆかり 役
  - 『温泉若おかみの殺人推理（第6作） 〜長崎 島原 普賢岳 宿泊客の中に真犯人がいる! 死体が嘘をついた理由〜』（1997年5月3日、大映テレビ）　- 宮本百合(モデル・テニスクラブのメンバー) 役
  - 『京都マル秘仕置帖 〜伝説の男“必殺仕事人三味線屋勇次”が京の町に現れた! カラオケ教室美人殺人事件 デビュー直前に消された演ドルの秘密美人〜』（1999年10月16日、朝日放送・松竹）
  - 『和久峻三ミステリー・新・赤かぶ検事奮戦記12 被告人は二度殺される! 乗鞍〜高山〜名古屋殺人ライン! 白い死体の謎!』（2001年7月17日） - 小野奈加子
  - 『西村京太郎トラベルミステリー49 日光〜鬼怒川殺人ルート』（2008年4月26日、東映） - 古山愛 役
- 信濃のコロンボ 第1作「死者の木霊」(女と愛とミステリー・テレビ東京、2001年) - 平山君江(ホステス) 役
- ロング・ラブレター〜漂流教室〜（2002年、フジテレビ系） - 関谷則子 役
- ビギナー（2003年、フジテレビ系） - 相島忠子 役
- 水曜女と愛とミステリー『48時間の恐怖 〜時計の針がナイフにかわるとき、親子の絆が引き裂かれる! 長野・菅平 無実を信じて走る女に迫るタイムリミット〜』（2004年1月、テレビ東京・BSジャパン） - 八重垣紅代 役
- ディビジョン1 ステージ6『犯人デカ』第1話（2004年8月30日、フジテレビ系） - 金田響子 役
- 世にも奇妙な物語（フジテレビ系）
- ドラマ30『こどもの事情』（2007年、中部日本放送・TBS系） - 堀江かおる 役
- 水曜ミステリー9「旅行作家・茶屋次郎7 天竜川殺人事件」（2007年、テレビ東京） - 島田千代（飯田市のバー「千代」ママ）

### バラエティ
- ビデオの女王様（1990年、フジテレビ系）
- ビデオの女王様2（1991年、フジテレビ系）
- 平成教育委員会（フジテレビ）
- ライオンのごきげんよう（フジテレビ）
- 世界・ふしぎ発見!（TBS）ミステリーハンター
- 世界ウルルン滞在記（TBS）フランス
- GOB（1990〜1991、日本テレビ）

### 映画
- NOBODY（1994年、大川俊道監督） - 宮原梨果 役
- 凶銃ルガーP08（1994年、渡邊武監督） - ルル 役
- 極道の門 実録・大阪頂上戦争（1994年、ギャガ・コミュニケーションズ） - 安西夏 役
- 幻想 アンダルシア（1996年、ミュージアム） - 水野秋 役
- 会いたくて 愛の殺人者 （1997年、東映ビデオ） - 西尾文 役
- 野獣死すべし（1997年、廣西眞人監督、大映） - 小林久美子 役
- The Works of Tetsuya Nakashima（1998年、シネカノン）
- 突破者太陽傳（2000年） - 花城しのぶ 役
- モウ翔ブ夢ハ見ナイ（2001年、渡辺武監督） - 支倉潤子 役
- 練鑑ブラザーズ ゲッタマネー!（2001年、ジャパンホームビデオ）
- ワニ女の逆襲（2001年） - 高見沢陽子 役
- 龍虎兄弟 BLOOD BROTHERS（2002年、アースラーズ） - 麗香 役
- やくざの詩 OKITE 掟（2003年） - 佐藤恵美 役
- 完全なる飼育 赤い殺意（2004年、若松孝二監督）
- IZO（2004年、三池崇史監督）
- チェーン 連鎖呪殺（2005年、本田隆一監督）
- 檻 Prison Girl（2006年、石川均監督）
- ITバブルと寝た女たち（2007年、佐藤太監督）
- 軍鶏 Shamo（2007年、ソイ・チェン監督） - ヨーコ 役

### 舞台
- KAORI
- 非シス人「熱海〜七夕After〜」（2010年7月、参宮橋TRANCE MISSION）
- オールアクトカンパニー「魔笛は三度鳴る」（2010年、アトリエフォンティーヌ）
- まじんプロジェクト「愛はガツン!」（2011年4月、赤坂レッドシアター）

### Vシネマ
- ダーティ・ブルー（1992年、松下プロモーション、ジャパンホームビデオ） - 主演・奈津子
- 難波金融伝・ミナミの帝王5 キタの女闇金（1994年）
- 極道の門 シリーズ（1994年-1995年）全3作 - 安西夏
  - 極道の門 実録・大阪頂上戦争（1994年11月）
  - 極道の門 二代目・流血の盃（1995年2月）
  - 極道の門 最後の首領（1995年4月）
- 六本木ソルジャー（1995年） - クラブのママ
- エクスタシー（背徳の女神シリーズVol.3）（1996年、ジーダス） - 主演・女流写真家 三枝レイ
- 非情番犬〜けだもの〜（1998年、徳間ジャパンコミュニケーションズ）
- ピイナッツ（ラインコミュニケーションズ）
- 新ピイナッツ2（1998年、ポニーキャニオン）
- 日本極道史 さらば仁義1・2（2000年）
- 広島やくざ戦争 シリーズ（2000年-2002年、GPミュージアム） - 清田多美子(山岡久の妻、清田毅の実姉)
  - 実録・広島やくざ戦争（2000年）
  - 広島やくざ戦争・完結編（2000年）
  - 続・広島やくざ戦争 流血!第三次抗争勃発!（2001年）
- ケンカ包丁! 義2（2000年） - 関東テレビ 企画製作部 製作・演出 神谷英華
- デコトラ外伝〜男人生夢一路（2001年、スパイク） - 美波(虎次郎の恋人)
- 極悪 人間魚雷ブルース（2001年、GPミュージアムソフト） - 如月烈次の女(ホステス)
- オーバーレブ!（2001年、カレス・コミュニケーションズ）
- 特攻!アルテミス（2001年、カレス・コミュニケーションズ） - ミサ
- 東京 極道抗争勃発（2002年、東映ビデオ）
- 首領の女1・2・3（2002年、GPミュージアムソフト）全3作 - 主演・後藤忍(華道家→五代目桐野組姐)
- 実録・柳川組外伝（2003年、タキ・コーポレーション）
- 風魔忍群 血蜘蛛の十蔵（2003年）
- 炎と氷（2004年、辻裕之監督） - バーのママ
- 真説タイガーマスク（2004年、那須博之監督）
- ドッグファイター ごろつき刑事（2005年）
- 檻 女囚麗華 収監（2006年、ソフトガレージ）
- 忍術伝 NINJA STAR（2009年） - 風魔忍者 ※友情出演

### 写真集
- Wet Dream…（1997年、スコラ） ISBN 978-4796204255

### CM
- 日本航空
- トヨタ
- コカコーラ
- JR東海
- JTB
- KDD
- ジョンソン・エンド・ジョンソン「ベビーローション・ベビーオイル」（1989年）
- コスモ石油「スーパーマグナム」（1992年）
- マクドナルド
- ワコール「花金ブラ」
- 資生堂「DO&BE」
- au

## ディスコグラフィ

### シングル
- 「永遠のミスキャスト」作詞・石川あゆ子、作曲・山口美央子、唄・(八木亜希子、越智静香、中島宏海)、(ビデオの女王様Ⅱエンディングテーマ)。Q3は「ビデオの女王様Ⅱ」に出演していた三人組によるグループ。発売日：1991年6月21日。ポニーキャニオン。
  - カップリング「女王様たちの夜」(ビデオの女王様Ⅱオープニングテーマ)、唄・Q3＋笠井信輔。